# Pitcairnia caduciflora
Espèce
Classification phylogénétique
Statut de conservation UICN

 EN A2c; B1ab(iii) : En danger
Pitcairnia caduciflora est une espèce de plantes de la famille des Bromeliaceae, endémique d'Équateur.